# Fernando Vives Solar
Fernando Vives Solar (24 de marzo de 1871 – 21 de septiembre de 1935) fue un sacerdote jesuita chileno, uno de los principales impulsores de la doctrina social de la Iglesia en aquel país. Influyó, entre otros, en Alberto Hurtado, Manuel Larraín y Clotario Blest.

## Biografía

### Primeros años
Fue hijo de Daniel Vives Pomar y de Esther del Solar Quiroga, quienes tuvieron nueve hijos, entre los cuales él ocupó el cuarto lugar. Estudió en el Instituto Nacional y posteriormente ingresó a la Facultad de Derecho de la Universidad de Chile. Tiempo después dejó esa institución y continuó sus estudios de Derecho en la Pontificia Universidad Católica de Chile, pero los problemas económicos de su familia le impidieron terminar la carrera.

### Vida religiosa
En 1896 se incorporó al Seminario Conciliar de Santiago, con el objetivo de convertirse en sacerdote. Al año siguiente ingresó a la Compañía de Jesús, siendo formado en Argentina y España principalmente. Tras realizar estudios en humanidades clásicas, filosofía y teología, fue ordenado sacerdote en julio de 1908. Al año siguiente regresó a Chile, donde trabajó como profesor de historia en el Colegio San Ignacio y como director de la Congregación Mariana. Durante aquellos años el país experimentaba la llamada cuestión social, ante lo cual Vives decidió servir a los obreros y actuar aplicando la encíclica Rerum novarum. Su actitud fue resistida por los sectores más tradicionales de la Iglesia, lo que provocó que fuera trasladado a Córdoba (Argentina) en 1912.
Durante su estadía en Córdoba creó diversas organizaciones, como un asilo para huérfanos, una empresa de construcción de habitaciones baratas para obreros y círculos de estudios sociales. Regresó al Colegio San Ignacio en 1915, retomando su cargo de profesor de historia. Ese mismo año conoció a Alberto Hurtado y Manuel Larraín, quienes estudiaban en el colegio, y a Clotario Blest. Vives influyó en el pensamiento de los tres, especialmente en lo relativo a la labor al servicio de los trabajadores. Durante los años siguientes ayudó a crear el sindicato de choferes de Santiago y el de repartidores de leche. En 1917 formó un secretariado social, con el objetivo de atender a los trabajadores y a sus instituciones, lo que permitió la creación de más sindicatos. Fue además invitado por José María Caro a Iquique, donde organizó la primera Semana Social de la ciudad. Su labor social provocó nuevamente su trasladado forzado fuera de Chile en enero de 1918.
Vives fue trasladado a Buenos Aires y posteriormente a España. Durante aquellos años viajó por varias ciudades europeas, estudiando la doctrina social de la Iglesia y organizaciones obreras. En España dirigió la Asociación de San Rafael para los Inmigrantes y la Asociación Iberoamericana de Jóvenes Católicos, y ayudó a la creación de la Juventud Católica Obrera de España. Fue además delegado por aquel país a la sección de inmigración de la Oficina Internacional del Trabajo de la Sociedad de las Naciones. Durante su estadía en Europa mantuvo contacto con sus discípulos en Chile, especialmente con Alberto Hurtado.
Vives regresó a Chile en 1931, tras la expulsión de los jesuitas de España. Se unió a la Acción Católica de Chile, participó en la creación de la Universidad Popular Juan Enrique Concha, ayudó a fundar diversas organizaciones, como la Unión de Trabajadores Católicos, el Instituto de Propagandistas y el Círculo Sacerdotal de Estudios Sociales, y colaboró en conferencias públicas y jornadas sociales. Otra de sus obras durante aquellos años fue la creación de la Liga Social de Jóvenes, que buscaba promover el pensamiento social de la Iglesia. Entre sus miembros se encontraban Clotario Blest, Jaime Larraín García Moreno, Pablo Larraín Tejada y Carlos Vergara, y contaba además con el apoyo de algunos miembros de la Asociación Nacional de Estudiantes Católicos (ANEC). En 1933, el episcopado ordenó que los jóvenes miembros de la Liga Social y la ANEC se incorporasen al Partido Conservador. La orden fue criticada por Vives, quien consideraba que los jóvenes debían tener libertad de elección. Al año siguiente, el cardenal Eugenio Pacelli, futuro papa Pío XII, zanjó el dilema con una carta en la que establecía la libertad de los católicos para elegir partido político, desligando al Partido Conservador de la Iglesia.

### Últimos años de vida
Durante sus últimos años de vida fue desligado de algunas de las organizaciones en las que colaboraba, como la Liga de Acción Sacerdotal, la Acción Católica y el Secretariado Social del Clero. Sectores contrarios al sacerdote recolectaron firmas para un nuevo trasladado fuera de Chile, pero la muerte de Vives detuvo la materialización de la medida.